# MILAN (projektil)
MILAN (fra. Missile d´infanterie léger antichar), je francusko-njemački antitenkovski projektil namijenjen lakom pješaštvu.

## Povijest i karakteristike
Ime mu dolazi od početnih riječi gore navedenog francuskog naziva, dok s druge strane riječ "milan(e)" na francuskom i njemačkog jeziku označava pticu jastreba.
Dizajn protutenkovskog projektila MILAN započeo je 1962., testiranja su započela 1971. a već godinu potom uveden je u vojnu upotrebu. Projektil se navodi žicom od strane operatera te kao takav može izbjegnuti protumjere namijenje sličnim projektilima (npr. baklje ili vatra kao toplinski mamac). Loša strana mu je kratki domet te potreba za visoko kvalificiranim i dobro obućenim operaterom.
Sam sustav MILAN sastoji se od projektila i lansera.

## inačice
- MILAN: model iz 1972. i kalibra 103 mm. Koristi ga jedan vojnik.
- MILAN 2: model iz 1984. i kalibra 115 mm. Koristi ga jedan vojnik.
- MILAN 2T: model iz 1993. kojeg koristi jedan vojnik
- MILAN 3: model iz 1996. namijenjen dvočlanom antitenkovskom timu.
- MILAN ER: model s poboljšanom penetracijom u oklop vozila te dometom od 3.000 metara.

Kasnije bojne glave imaju HEAT karakteristiku, odnosno to su antitenkovski projektili visoke ekslozije koji mogu doboko penetrirati u oklop tenka ili drugog teško oklopnog vojnog vozila. To je učinjeno kako bi se održao korak sa zbivanjima u sovjetskoj tehnologiji izrade oklopa. Tenkovi Sovjetskog Saveza počeli su se graditi s eksplozivnim reaktivnim oklopom te su tenkovi bili otporni na starije raketne bacače granata. Međutim HEAT bojne glave na protutenkovskom projektilu MILAN mogu probiti eksplozivno reaktivni oklop tenka.

## Korisnici

### Postojeći korisnici
- Afganistan: afgaška nacionalna vojska.
- Brazil: brazilska vojska.
- Cipar: ciparska vojska.
- Čad: FANT (čadska vojska) koristi MILAN u pješačkim vodovima.
- Egipat: 220 egipatskih jedinica koristi MILAN koji je montiran na laka vozila.
- Estonija: estonske obrambene snage.
- Francuska: francuska vojska, pješaštvo te montiran na vozila. Bit će zamijenjen s FGM-148 Javelinom.[1]
- Grčka: grčka vojska.
- Indija: u indijskoj vojsci koristi ga pješaštvo te je montiran na vozila. Oko 30.000 je proizvela tvrtka Bharat Dynamics na temelju licence. Indijska vojska je nedavno uložila 120 milijuna USD za 4.100 komada MILAN-2T ATGM.[2]
- Irak: britanski tenk Challenger 2 MBT pogođen je u Iraku projektilom MILAN tijekom rane faze Operacije Telic. Tenk je preživio napad.
- Italija: talijanska vojska koristi MILAN projektile koje na temelju licence proizvodi domaća vojna industrija OTO Melara. Danas su u službi inačice MILAN 2T.
- Jemen
- JAR: južnoafričke nacionalne obrambene snage.
- Kenija: kenijska vojska (pješaštvo).
- Libanon: libanonska vojska.
- Libija: libijska vojska tijekom građanskog rata i pobunjeničke skupine.
- Maroko: Kraljevska marokanska vojska.
- Meksiko: meksička vojska (Ejército Mexicano) ovu protutenkovsku raketu koristi montiranu na vozila Véhicule Blindé Léger. Vojska raspolaže sa 16 lansera i nekoliko tisuća projektila.
- Njemačka: Bundeswehr, Luftwaffe i njemačka mornarica koriste MILAN, no on će biti zamijenjen s projektilom EUROSPIKE.
- Pakistan: pakistanska vojska.
- Portugal: portugalska vojska i marinci.
- Sirija: sirijska vojska koristi oko 1.000 projektila u protuoklopnoj diviziji.
- Španjolska: španjolska vojska je postojeće projektile nadogradila na standard MILAN 2/2T.
- Tunis: tuniška vojska raspolaže s ukupno 500 projektila.
- Turska: turska vojska.
- Urugvaj: urugvajska vojska.

### Bivši korisnici
- Australija: australska vojska koristila je MILAN projektil u pješačkim vodovima te ga također montirala na vozila. MILAN je povučen početkom 1990-ih te se sada koristi sustav FGM-148 Javelin.
- Belgija: oružje je povučeno 2010. godine a zamijenio ga je Spike-MR.[3]
- Irska: irska vojska ga je koristila u pješačkim jedinicama ali ga je zamijenio FGM-148 Javelin.
- Singapur: singapurska vojska je postojeće MILAN projektile zamijenila s izraelskim SPIKE-om.
- Ujedinjeno Kraljevstvo: za primjenu u britanskim oružanim snagama (Britanska vojska i Kraljevski marinci) do sada je kupljeno preko 50.000 MILAN projektila. Ti projektili koristili su se u Falklandskom ratu protiv Argentine te su postigli veliki uspjeh.[4] Sredinom 2005. MILAN je zamijenjen s FGM-148 Javelin projektilom.

## Galerija slika
- MILAN iz 2007.
- Projektil MILAN njemačke vojske zajedno s lanserom

## Vanjske poveznice
- Tehnički podaci na web stranicama proizvođača  Arhivirana inačica izvorne stranice od 28. rujna 2007. (Wayback Machine)
- army-technology.com
- GlobalSecurity.org
- Informacije o uporabi MILAN projektila u britanskoj vojsci